# پتش‌خوارگر: بر بنیادهای هستی
پتش‌خوارگر: بر بنیادهای هستی کتابی از آرمان آرین است که در سال ۱۳۹۶ از سوی نشر افق منتشر و در سال ۲۰۱۷ در فهرست کلاغ سفید قرار گرفت.